# Expansions
Expansions – dziesiąty album studyjny amerykańskiego pianisty jazzowego McCoya Tynera, wydany po raz pierwszy w 1969 roku z numerem katalogowym BST 84338 nakładem Blue Note Records.

## Powstanie
Materiał na płytę został zarejestrowany 23 sierpnia 1968 roku przez Rudy’ego Van Geldera w należącym do niego studiu (Van Gelder Studio) w Englewood Cliffs w stanie New Jersey. Utwory wykonali: McCoy Tyner (fortepian), Woody Shaw (trąbka), Gary Bartz (saksofon altowy, flet – A2), Wayne Shorter (saksofon tenorowy, klarnet – A2), Ron Carter (wiolonczela), Herbie Lewis (kontrabas) i Freddie Waits (perkusja). Produkcją albumu zajął się Duke Pearson.

## Lista utworów
Opracowano na podstawie materiału źródłowego.
Wydanie LP
Strona A
| Nr | Tytuł utworu        | Muzyka      | Długość |
| -- | ------------------- | ----------- | ------- |
| 1. | „Vision”            | McCoy Tyner | 12:17   |
| 2. | „Song of Happiness” | Tyner       | 11:59   |
|    |                     |             | 24:16   |

Strona B
| Nr | Tytuł utworu                 | Muzyka     | Długość |
| -- | ---------------------------- | ---------- | ------- |
| 1. | „Smitty’s Place”             | Tyner      | 5:19    |
| 2. | „Peresina”                   | Tyner      | 10:20   |
| 3. | „I Thought I’d Let You Know” | Cal Massey | 6:28    |
|    |                              |            | 22:07   |

## Twórcy
Opracowano na podstawie materiału źródłowego.
Muzycy:
- McCoy Tyner – fortepian
- Woody Shaw – trąbka
- Gary Bartz – saksofon altowy, flet (A2)
- Wayne Shorter – saksofon tenorowy, klarnet (A2)
- Ron Carter – wiolonczela
- Herbie Lewis – kontrabas
- Freddie Waits – perkusja

Produkcja:
- Duke Pearson – produkcja muzyczna
- Rudy Van Gelder – inżynieria dźwięku
- Frank Gauna – projekt okładki
- Al Friedman – fotografia na okładce
- Thornton Smith – liner notes